# Micrapate bilobata
Micrapate bilobata är en skalbaggsart som beskrevs av Fisher 1950. Micrapate bilobata ingår i släktet Micrapate och familjen kapuschongbaggar. Inga underarter finns listade i Catalogue of Life.

## Bildgalleri

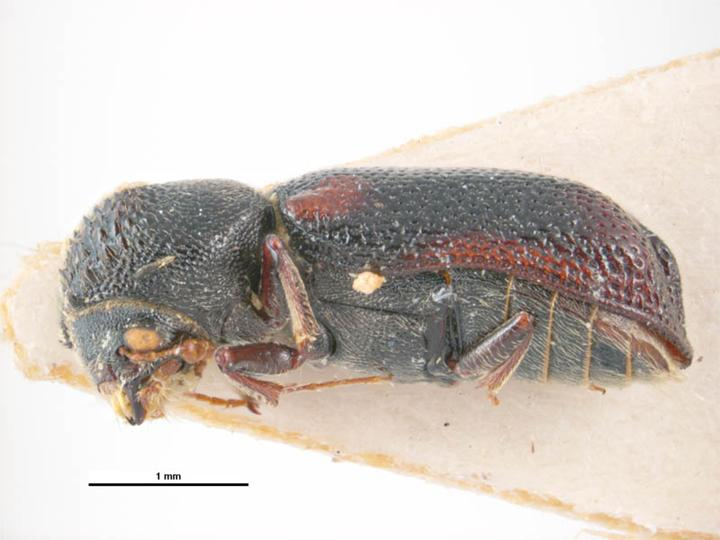